# Wiljon Vaandrager
Willemien Vaandrager, detta Wiljon (Brummen, 27 agosto 1957), è un'ex canottiera olandese.

## Carriera
Ha partecipato ai Giochi olimpici di Los Angeles 1984 vincendo il bronzo con l'otto con e chiudendo al quinto posto nel quattro con insieme a Marieke van Drogenbroek, Anne-Marie Quist, Catalien Neelisse e Marty Laurijsen.

## Palmarès
- Giochi olimpici

Los Angeles 1984: bronzo nell'otto con.